# Liste der Stolpersteine in Jüterbog

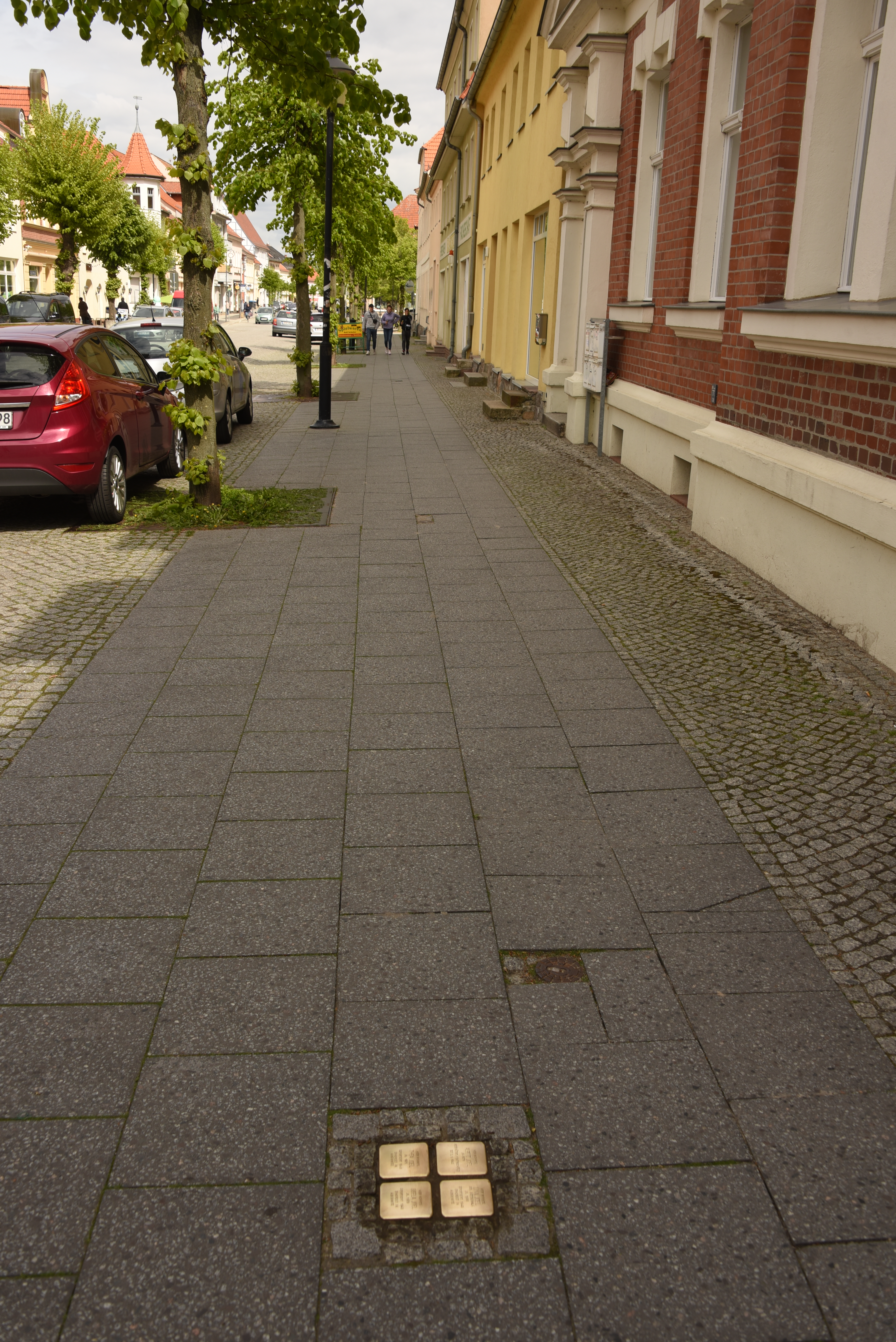
Stolpersteine für Familie Joel

Die Liste der Stolpersteine in Jüterbog enthält alle Stolpersteine, die im Rahmen des gleichnamigen Projekts von Gunter Demnig in Jüterbog verlegt wurden. Mit ihnen soll an Opfer des Nationalsozialismus erinnert werden, die in Jüterbog lebten und wirkten.

## Verlegte Stolpersteine
| Bild | Inschrift                                                                                     | Adresse            | Leben |
| ---- | --------------------------------------------------------------------------------------------- | ------------------ | --- |
|      | HIER WOHNTE ALBERT JOEL JG. 1878 GEDEMÜTIGT / ENTRECHTET TOT 2.1.1942                         | Mönchenstraße 33 · | Albert Joel |
|      | HIER WOHNTE GISELA JOEL JG. 189? DEPORTIERT 1943 ERMORDET IN AUSCHWITZ                        | Mönchenstraße 33 · | Gisela Joel |
|      | HIER WOHNTE LINA JOEL GEB. GOTTSCHALK JG. 1890 DEPORTIERT 1943 ERMORDET IN AUSCHWITZ          | Mönchenstraße 33 · | Lina Joel geb. Gottschalk |
|      | HIER WOHNTE THEA JOEL JG. 1921 DEPORTIERT 1943 ERMORDET IN AUSCHWITZ                          | Mönchenstraße 33 · | Thea Joel wurde am 7. Januar 1921 in Nowy Tomyśl geboren. Ihre Eltern waren Albert Joel und Lina geb. Gottschalk. Sie hatte eine jüngere Schwester, Gisela. Sie wurde am 19. Februar 1943 mit Transport 29 nach Auschwitz deportiert. Sie wurde im Rahmen der Shoah vom NS-Regime ermordet. |
|      | HIER WOHNTE DR. ALFRED KORN JG. 1861 GEDEMÜTIGT / ENTRECHTET TOT 5.3.1937                     | Weinberge 14 ·     | Alfred Korn wurde am 28. Januar 1861 in Rosenberg in Westpreußen geboren. Er war ein promovierter Jurist. |
|      | HIER WOHNTE DR. IRMA KORN JG. 1894 ZWANGSRUHESTAND 1933 GEDEMÜTIGT / ENTRECHTET TOT 26.3.1940 | Weinberge 14 ·     | Irma Korn war eine Lehrerin. |

## Verlegedatum
Die Verlegungen fanden am 12. November 2015 statt.

## Belege
1. ↑  Yad Vashem hat drei Berichte über Thea Joel: Gedenkbuch des Bundesarchivs, Zeugenbericht von Yael Lifshitz, [Gedenkbuch Berlins], alle abgerufen am 2. Oktober 2019
2. ↑  Stolpersteine in Teltow-Fläming, abgerufen am 2. Oktober 2019

- Karte mit allen Koordinaten:
- OSM |
- WikiMap